# NGC 2260
NGC 2260 في الفهرس العام الجديد، هي مجرة، تقع في كوكبة وحيد القرن. اكتشفت في 1 يناير 1786 بواسطة ويليام هيرشل.

## روابط خارجية
- NGC 2260 على موقع ويكي سكاي: DSS2, SDSS, GALEX, IRAS, Hydrogen α, X-Ray, Astrophoto, Sky Map, Articles and images